# خيل أغبر
خيل أغبر (الاسم العلمي: Gastrocotyle)، جنس نباتات حولية أو ثنائية الحول من فصيلة الحمحمية، أنواعه ثلاثة مواطنه في شمال أفريقيا وشبه الجزيرة العربية وغرب آسيا وجنوب آسيا.